# Bougram
Bougram ist ein sehr leicht eingestelltes Gewebe aus Baumwolle oder Viscose.
Anwendung findet Bougram heute noch für Buchrücken. Früher diente es auch als Zwischenfutter für Bekleidung und zum Abfüttern von Gardinen.

## Geschichte
Schedels Warenlexikon aus dem Jahr 1814 führt dazu aus:

„Bougrams, ein französisches und englisches leinenes Gewebe, oder vielmehr eine Schetterleinwand [eine geleimte oder gesteifte Leinwand], die man jetzt zu Alençon, Mans, Caen, Rouen etc. verfertigt. Man macht sie zum Theil aus leinenen Lumpen, zum Theil auch von Hanf. Sie dienen hauptsächlich zu Unterfutter der Kleider, nicht blos in den südlichen Gegenden von Europa, sondern auch in Amerika. Die englische Sorte ist in Stücken von ungefähr 70 Yards. Sie dienen zum Füttern der Schnürleiber, zu Ueberzügen der Tücher, u. dgl. In Frankreich handelt man sie im Ganzen nach Dutzend Coupons, jeden von 4 Stab.“